# Kiss You
Kiss You is een nummer van de Engelse boyband One Direction. Het nummer kwam uit op 8 februari 2013. Kiss You is de derde single van hun tweede studioalbum Take Me Home.

## Hitnoteringen
| Hitlijst               | Datum van binnenkomst | Hoogste positie | Aantal weken | Laatste notering |
| ---------------------- | --------------------- | --------------- | ------------ | ---------------- |
| Single Top 100         | 26-01-2013            | 30              | 12           | 13-04-2013       |
| Nederlandse Top 40     | 02-02-2013            | 15              | 9            | 30-03-2013       |
| Vlaamse Ultratop 50    | 19-01-2013            | 30              | 8            | 09-03-2013       |
| Waalse Ultratop 50     | 09-02-2013            | 33              | 2            | 23-02-2013       |
| Australische Top 50    | 27-01-2013            | 13              | 7            | 10-03-2013       |
| Deense Top 40          | 18-01-2013            | 24              | 3            | 01-02-2013       |
| Duitse Top 100         | 01-02-2013            | 69              | 4            | 08-03-2013       |
| Franse Top 200         | 24-11-2012            | 36              | 17           | 11-05-2013       |
| Nieuw-Zeelandse Top 40 | 14-01-2013            | 13              | 9            | 11-03-2013       |
| Oostenrijkse Top 75    | 01-02-2013            | 57              | 1            | 01-02-2013       |
| UK Singles Chart       | 02-12-2012            | 9               | 18           | 31-03-2013       |
| Billboard Hot 100      | 01-12-2012            | 46              | 16           | 27-04-2013       |
| Zweedse Top 60         | 18-01-2013            | 50              | 7            | 01-03-2013       |
| Zwitserse Top 75       | 27-01-2013            | 45              | 6            | 03-03-2013       |

### Nederlandse Top 40
| Positie: | 24 | 20 | 18 | 15 | 16 | 24 | 24 | 30 | 37 | uit |

### NederlandseSingle Top 100
| Hitnotering: 26-01-2013 t/m 13-04-2013 | Hitnotering: 26-01-2013 t/m 13-04-2013 | Hitnotering: 26-01-2013 t/m 13-04-2013 | Hitnotering: 26-01-2013 t/m 13-04-2013 | Hitnotering: 26-01-2013 t/m 13-04-2013 | Hitnotering: 26-01-2013 t/m 13-04-2013 | Hitnotering: 26-01-2013 t/m 13-04-2013 | Hitnotering: 26-01-2013 t/m 13-04-2013 | Hitnotering: 26-01-2013 t/m 13-04-2013 | Hitnotering: 26-01-2013 t/m 13-04-2013 | Hitnotering: 26-01-2013 t/m 13-04-2013 | Hitnotering: 26-01-2013 t/m 13-04-2013 | Hitnotering: 26-01-2013 t/m 13-04-2013 | Hitnotering: 26-01-2013 t/m 13-04-2013 |
| Week:                                  | 1                                      | 2                                      | 3                                      | 4                                      | 5                                      | 6                                      | 7                                      | 8                                      | 9                                      | 10                                     | 11                                     | 12                                     |                                        |
| -------------------------------------- | -------------------------------------- | -------------------------------------- | -------------------------------------- | -------------------------------------- | -------------------------------------- | -------------------------------------- | -------------------------------------- | -------------------------------------- | -------------------------------------- | -------------------------------------- | -------------------------------------- | -------------------------------------- | -------------------------------------- |
| Positie:                               | 42                                     | 36                                     | 30                                     | 33                                     | 44                                     | 48                                     | 46                                     | 53                                     | 64                                     | 67                                     | 73                                     | 89                                     | uit                                    |

### VlaamseUltratop 50
| Positie: | 33 | 32 | 30 | 31 | 30 | 35 | 40 | 47 | uit |